# Johnathan Blake

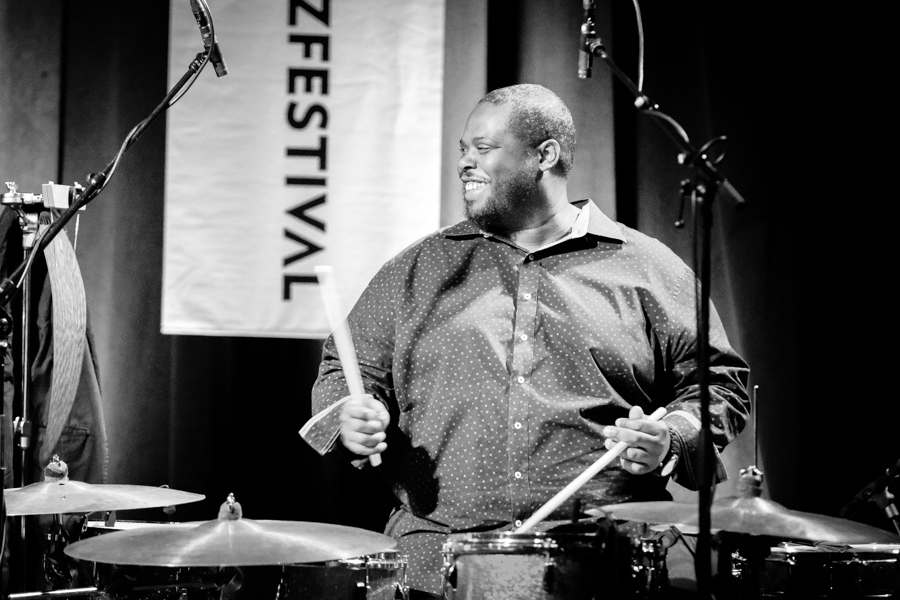
Johnathan Blake, Oslo Jazzfestival 2018

Johnathan Blake (* 1. Juni 1976 in Philadelphia) ist ein US-amerikanischer Jazz-Schlagzeuger.

## Leben und Wirken
Johnathan Blake ist Sohn des Jazzviolinisten John Blake Jr. Mit zehn Jahren begann er Schlagzeug zu spielen; erste Erfahrungen sammelte er in seiner Heimatstadt im Lovett Hines Youth Ensemble. Nach Abschluss der George Washington High School studierte er im Jazzprogramm der William Paterson University bei Rufus Reid, John Riley, Steve Wilson und Horacee Arnold. In dieser Zeit begann er als professioneller Musiker zu arbeiten, u. a. in der Oliver Lake Big Band, bei Roy Hargrove und David Sánchez. 2006 erhielt er den ASCAP Young Composers Award; im folgenden Jahr schloss er seine Studien mit dem Master in Komposition an der Rutgers University ab (Studium bei Ralph Bowen, Conrad Herwig und Stanley Cowell).
Erste Aufnahmen entstanden 1996 bei Norman Simmons; Blake arbeitete dann in den 2000er Jahren in der Mingus Big Band und wirkte bei deren Grammy-nominierten Alben Tonight at Noon (2002) und I Am Three (2005) mit. Er spielte außerdem mit  Ronnie Cuber, Russell Malone, Randy Brecker und bei Joe Locke, mit dem er 2009 auf JazzBaltica auftrat.
2012 veröffentlichte  Sunnyside Records Blakes Debütalbum The Eleventh Hour (Sunnyside) vor, bei dem die Saxophonisten Mark Turner und Jaleel Shaw mitwirkten. Mit Thomas Maintz und Scott Colley legte er das gemeinschaftliche Album Present vor, dem 2014 sein Album Gone, But not Forgotten für Criss Cross Jazz und 2019 sein Doppelalbum Trion (mit seinem Trio mit Chris Potter und Linda Oh) folgte. Bei Blue Note erschien 2021 sein Album Homeward Bound.
Mit Musikern wie Benjamin Koppel, Kenny Werner und Scott Colley spielte Blake das Album Brooklyn Jazz Session (2011) ein. 2018 war er mit Jonathan Kreisberg an Dr. Lonnie Smiths Album All in My Mind (Blue Note) beteiligt. 2019 war er Mitglied des Kálmán Oláh Quartet (mit John Hébert und Tim Ries), außerdem im Quartett von Oded Tzur.
Ferner ist er bei Aufnahmen von Omer Avital, George Colligan, Wayne Escoffery, Tom Harrell, Brian Lynch, Donny McCaslin, Monday Michiru, Alex Sipiagin, Jack Walrath, Greg Abate (Magic Dance: The Music of Kenny Barron), Michael Thomas und Terell Stafford (Between Two Worlds) zu hören. Im Bereich des Jazz wirkte Blake zwischen 1996 und 2020 bei 72 Aufnahmesessions mit.
Er wirkte auch bei den Grammy-nominierten The Charles Mingus Centennial Sessions (2022) der Mingus Big Band mit.